# Zelig (locale)
Lo Zelig è un famoso locale di Milano dedicato al cabaret. Nato nel 1986, è noto per aver lanciato numerosi comici italiani e per aver dato vita all'omonima trasmissione televisiva di successo.

## Storia
Lo Zelig viene inaugurato il 12 maggio 1986, un mese dopo la chiusura del Derby Club, storico locale milanese che lanciò numerosi artisti nel mondo dello spettacolo. Si trova fin dalle origini all'interno dei precedenti locali del Circolo cooperativo di Unità Proletaria (già sede del Teatro Officina prima del trasferimento), al civico 140 di viale Monza, a Milano. È gestito da una cooperativa guidata dall'autore Giancarlo Bozzo, coadiuvato nella direzione artistica da Luigi Vignali e Michele Mozzati, meglio noti come Gino e Michele, ed il regista Gabriele Salvatores, solo per il primo anno. Il nome del locale prende spunto dall'omonimo film del 1983 di Woody Allen.
Ad esibirsi originariamente sono un gruppo di comici che in seguito avranno notevole successo nel mondo dello spettacolo italiano, alcuni dei quali frequentavano già il precedente Derby Club: Paolo Rossi, Claudio Bisio, Bebo Storti, Silvio Orlando, Gianni Palladino, Renato Sarti, Antonio Catania, Gigio Alberti, Lella Costa, Angela Finocchiaro e anche i musicisti Elio e le Storie Tese. Diventato un punto di ritrovo per le serate di cabaret in città, lo Zelig lancia inoltre Antonio Albanese, Aldo Giovanni e Giacomo, Gioele Dix, Gene Gnocchi, Maurizio Milani, Dario Vergassola e i Fichi d’India .
Nel 1996, in occasione del decennale, lo Zelig, gestito intanto dalla società  Bananas s.r.l guidata da Roberto Bosatra, stringe una collaborazione con l'emittente Italia 1 per mandare in onda una trasmissione televisiva trasmessa direttamente dal palco del locale. la trasmissione ha un cast formidabile, da Aldo, Giovanni e Giacomo, a Luciana Littizzetto, da Paolo Rossi a Claudio Bisio, etc e con la sigla cantata in presenza da Luciano Ligabue. la conduzione è affidata a Giancarlo Bozzo con il "disturbo" della Gialappa's Band. Il cabaret dello Zelig debutta in televisione il 29 ottobre 1996 in seconda serata, con lo speciale Zelig, 10 anni di cabaret, che celebra il decennale dall'apertura del locale. Dopo questo speciale, dal 5 maggio 1997 parte la trasmissione vera e propria, con il titolo Zelig - Facciamo cabaret, condotto nella prima stagione da Claudio Bisio con la partecipazione di  Antonella Elia. gli autori sono Giancarlo Bozzo e Marco Posani. Grazie al notevole successo vengono proposte numerose edizioni del programma, che nel corso del tempo cambiano titolo in Zelig, Zelig off e Zelig Circus. Le riprese hanno luogo nel locale di viale Monza fino al 2003; in seguito vengono spostate prima in una tensostruttura circense a Sesto San Giovanni e poi, dal 2007, al Teatro degli Arcimboldi di Milano.
Anche in seguito il locale, con la denominazione AREAZELIG, continua nella sua attività, proponendo spettacoli che esplorano il mondo della comicità, dai monologhisti all'arte circense, sotto la direzione artistica di Giancarlo Bozzo.